# تشارلز إف. والد
تشارلز إف. والد (بالإنجليزية: Charles F. Wald)‏ هو ضابط أمريكي وفيتنامي، ولد في 1948.